# Кубинска земна боа
Кубинските земни бои (Tropidophis melanurus) са вид влечуги от семейство Дървесни бои джуджета (Tropidophiidae).
Разпространени са във влажните гори на Куба.
Таксонът е описан за пръв път от Херман Шлегел през 1837 година.

## Подвидове
- Tropidophis melanurus dysodes
- Tropidophis melanurus ericksoni